# 1959 год в авиации
Список событий в авиации в 1959 году.

## События
- 12 марта — первый полёт аргентинского самолёта Aero Boero AB-95.
- 14 апреля — первый полёт американского турбовинтового разведывательно-ударного самолёта OV-1 «Мохаук».
- 22 июля — начало эксплуатации среднемагистрального пассажирского самолёта Ан-10.
- 15 августа — первый полёт Ка-22, советского винтокрыла, разработанного в ОКБ Камова.
- 26 августа — первый полёт советского сверхзвукового тяжёлого беспилотного самолёта-снаряда безаэродромного старта с наземной пусковой установки Ту-121.
- 20 октября — первый полёт пассажирского самолёта Ан-24.
- 27 октября — первый полёт советского сверхзвукового стратегического бомбардировщика М-50.

### Без точной даты
- Основана авиакомпания 40-Mile Air.
- Начало эксплуатации двухдвигательного военно-транспортного самолёта Ан-8, разработанного в ОКБ им. О. К. Антонова.